# Qabed
Qabed (persan : قبد romanisé en Qobeyd) est un village dans la province du Khorasan-e Razavi en Iran. Lors du recensement de 2006, sa population était de 54 habitants répartis dans 20 familles.